# The Night the Sun Came Up
Singles
1. Bass Down Low
Sortie : 6 décembre 2010
2. In the Dark
Sortie : 26 avril 2011

The Night the Sun Came Up (littéralement La Nuit où le soleil s'est levé) est le premier album studio de la chanteuse américaine Dev sorti le 31 août 2011. Il a été produit par le groupe américain de hip-hop The Cataracs.
Le premier single extrait de l'album, Bass Down Low, en collaboration avec le groupe The Cataracs, est sorti le 6 décembre 2010, et été commercialisé sous la forme d'un remix avec le rappeur britannique Tinie Tempah au Royaume-Uni. Le second single de l'album, In the Dark est sorti le 25 avril 2011 et a bénéficié d'un remix avec le rappeur américain Flo Rida aux États-Unis.

## Liste des pistes

### Édition standard
| No  | Titre                             | Auteur                                                | Producteur(s) | Durée |
| --- | --------------------------------- | ----------------------------------------------------- | ------------- | ----- |
| 1.  | Getaway                           | Niles Hollowell-Dhar, David Singer-Vine, Devin Tailes | The Cataracs  | 2:21  |
| 2.  | In My Trunk                       | Hollowell-Dhar, Singer-Vine, Tailes                   | The Cataracs  | 3:18  |
| 3.  | Me                                | Hollowell-Dhar, Singer-Vine, Tailes                   | The Cataracs  | 3:37  |
| 4.  | Breathe                           | Hollowell-Dhar, Tailes                                | The Cataracs  | 3:40  |
| 5.  | Take Her from You                 | Hollowell-Dhar, Singer-Vine, Tailes                   | The Cataracs  | 3:26  |
| 6.  | Lightspeed                        | Hollowell-Dhar, Singer-Vine, Tailes                   | The Cataracs  | 4:00  |
| 7.  | Dancing Shoes                     | Hollowell-Dhar, Tailes                                | The Cataracs  | 5:03  |
| 8.  | Perfect Match                     | Hollowell-Dhar, Singer-Vine, Tailes                   | The Cataracs  | 3:19  |
| 9.  | Bass Down Low (avec The Cataracs) | Hollowell-Dhar, Singer-Vine, Tailes                   | The Cataracs  | 3:30  |
| 10. | Kiss My Lips                      | Hollowell-Dhar, Singer-Vine, Tailes                   | The Cataracs  | 3:27  |
| 11. | In the Dark                       | Hollowell-Dhar, Singer-Vine, Tailes                   | The Cataracs  | 3:48  |
| 12. | Shadows                           | Hollowell-Dhar, Tailes                                | The Cataracs  | 4:23  |

### Chansons bonusiTunesAustralie, Royaume-Uni etAmazon.com
| No  | Titre                                                | Auteur                              | Producteur(s) | Durée |
| --- | ---------------------------------------------------- | ----------------------------------- | ------------- | ----- |
| 13. | Bass Down Low (The UK Mix) (Remix avec Tinie Tempah) | Hollowell-Dhar, Singer-Vine, Tailes | The Cataracs  | 3:29  |
| 14. | In the Dark (Remix avec Flo Rida)                    | Hollowell-Dhar, Singer-Vine, Tailes | The Cataracs  | 3:48  |

### Chansons bonusiTunesAustralie et Royaume-Uni
| No  | Titre                                         | Auteur                              | Producteur(s) | Durée |
| --- | --------------------------------------------- | ----------------------------------- | ------------- | ----- |
| 15. | Killer                                        |                                     | The Cataracs  | 3:27  |
| 16. | Top of the World (avec The Cataracs)          | Hollowell-Dhar, Singer-Vine, Tailes | The Cataracs  | 3:41  |
| 17. | Bass Down Low (Clip vidéo, avec The Cataracs) | Hollowell-Dhar, Singer-Vine, Tailes | The Cataracs  | 3:39  |
| 18. | In the Dark (Clip vidéo)                      | Hollowell-Dhar, Singer-Vine, Tailes | The Cataracs  | 3:46  |